# Премія «Люм'єр» за найкращий сценарій
Премія «Люм'єр» за найкращий сценарій (фр. Prix Lumières du meilleur scénario original ou adaptation) одна з премій, яку присуджує французька Академія «Люм'єр» (фр. Académie des Lumières) з 1996.

## Переможці та номінанти
Нижче наведено список лауреатів та номінантів премії. Імена переможців виділено окремим кольором.

### 1990-ті
| Рік       | Назва українською | Оригінальна назва | Сценарист(и)                               |
| --------- | ----------------- | ----------------- | ------------------------------------------ |
| 1996 1-ша | Проклятий газон   | Gazon maudit      | Жозіан Баласко                             |
| 1997 2-га | Сімейна атмосфера | Un air de famille | Седрік Клапіш, Жан-П'єр Бакрі , Аньєс Жауї |
| 1998 3-тя | Вестерн           | Western           | Мануель Пур'є, Жан-Франсуа Гуає            |
| 1999 4-та | Вечеря з недоуком | Le Dîner de cons  | Франсіс Вебер                              |

### 2000-ні
| Рік        | Назва українською              | Оригінальна назва                     | Сценарист(и)                                          |
| ---------- | ------------------------------ | ------------------------------------- | ----------------------------------------------------- |
| 2000 5-та  | Різдвяний пиріг                | La Bûche                              | Даніель Томпсон, Крістофер Томпсон                    |
| 2001 6-та  | На чужий смак                  | Le Goût des autres                    | Жан-П'єр Бакрі, Аньєс Жауї                            |
| 2002 7-ма  | Амелі                          | Le Fabuleux Destin d'Amélie Poulain   | Жан-П'єр Жене, Гійом Лоран                            |
| 2003 8-ма  | Іспанський готель              | L'Auberge Espagnole                   | Седрік Клапіш                                         |
| 2004 9-та  | Відколи поїхав Отар...         | Depuis qu'Otar est parti…             | Жулі Бертучеллі, Бернард Ренуччі                      |
| 2005 10-та | Виверт                         | L'Esquive                             | Абделатіф Кешиш                                       |
| 2006 11-та | Приховане                      | Caché                                 | Міхаель Ганеке                                        |
| 2007 12-та | Патріоти                       | Indigènes                             | Рашид Бушареб, Олів'є Лорель                          |
| 2007 12-та | Вони такі прекрасні            | Je vous trouve très beau              | Ізабель Мерго                                         |
| 2007 12-та | Комедія влади                  | L'Ivresse du pouvoir                  | Оділь Барскі, Клод Шаброль                            |
| 2007 12-та | Не кажи нікому                 | Ne le dis à personne                  | Гійом Кане, Філіпп Лефевр                             |
| 2007 12-та | Винен Фідель                   | La Faute à Fidel                      | Жулі Гаврас                                           |
| 2008 13-та | Кімната смерті                 | La Chambre des morts                  | Альфред Лот                                           |
| 2008 13-та | Сон попередньої ночі (Акторки) | Actrices                              | Валерія Бруні-Тедескі, Агнес де Саусі, Ноемі Львовскі |
| 2008 13-та | Свідки                         | Les Témoins                           | Лорен Гуйо, Андре Тешіне, Вівіан Зенґґ                |
| 2008 13-та | Таємниця Антуана Ватто         | Ce que mes yeux ont vu                | Лорен де Бартілья, Ален Росс                          |
| 2008 13-та | Дорога́                         | Darling                               | Крістін Кар'є                                         |
| 2009 14-та | Я завжди хотів бути гангстером | J'ai toujours rêvé d'être un gangster | Самюель Беншетрі                                      |
| 2009 14-та | Клас                           | Entre les murs                        | Франсуа Бегодо, Робін Кампійо, Лорен Канте            |
| 2009 14-та | Серафіна з Санліса             | Séraphine                             | Марк Абдельнур, Мартін Прово                          |
| 2009 14-та | Лашкаво прошимо                | Bienvenue chez les Ch'tis             | Дені Бун, Александр Шарло, Франк Маньє                |
| 2009 14-та | Луїза-Мішель                   | Louise-Michel                         | Бенуа Делепін, Густав Керверн                         |

### 2010-ті
| Рік        | Назва українською                      | Оригінальна назва                           | Сценарист(и)                                                                           |
| ---------- | -------------------------------------- | ------------------------------------------- | -------------------------------------------------------------------------------------- |
| 2010 15-та | Батько моїх дітей                      | Le Père de mes enfants                      | Міа Гансен-Леве                                                                        |
| 2010 15-та | Пророк                                 | Un prophète                                 | Жак Одіар, Тома Бідеґен, Абдель Рауф Дафрі, Ніколя Пюфалі                              |
| 2010 15-та | Концерт                                | Le Concert                                  | Ален-Мішель Блан, Гектор Кабелло Рейс, Т'єррі Дегранді, Раду Міхайляну, Меттью Роббінс |
| 2010 15-та | Ласкаво просимо                        | Welcome                                     | Олівер Адам, Еммануель Коурколь, Філіпп Льоре                                          |
| 2010 15-та | Нічого особистого                      | Rien de personnel                           | Матіас Гокальп, Надін Ламарі                                                           |
| 2011 16-та | Примара                                | The Ghost Writer                            | Роберт Гарріс, Роман Полянський                                                        |
| 2011 16-та | Поза законом                           | Hors-la-loi                                 | Рашид Бушареб, Олівер Лорель                                                           |
| 2011 16-та | Все те, що виблискує                   | Tout ce qui brille                          | Ерве Мімран, Жеральдін Накаш                                                           |
| 2011 16-та | Дерево                                 | L'Arbre                                     | Жулі Бертучеллі                                                                        |
| 2011 16-та | Імена людей                            | Le Nom des gens                             | Байя Касмі, Мішель Леклерк                                                             |
| 2012 17-та | Сніги Кіліманджаро                     | Les Neiges du Kilimandjaro                  | Жан-Луї Мілезі, Робер Гедігян                                                          |
| 2012 17-та | Управління державою                    | L'Exercice de l'Etat                        | П'єр Шоллер                                                                            |
| 2012 17-та | Паліція                                | Polisse                                     | Еммануель Берко, Майвенн                                                               |
| 2012 17-та | Будинок терпимості                     | L'Apollonide : Souvenirs de la maison close | Бертран Бонелло                                                                        |
| 2012 17-та | Артист                                 | The Artist                                  | Мішель Азанавічус                                                                      |
| 2013 18-та | Іржа та кістка                         | De rouille et d'os                          | Жак Одіар, Тома Бідеґен                                                                |
| 2013 18-та | Пляшка в морі                          | Une bouteille à la mer                      | Т'єррі Біністі, Валері Зенатті                                                         |
| 2013 18-та | Прощавай, моя королево                 | Les Adieux à la reine                       | Бенуа Жако, Жиль Торан                                                                 |
| 2013 18-та | Камілла роздвоюється                   | Camille Redouble                            | Флоранс Сево, Мод Амлін, П'єр-Олів'є Маттей                                            |
| 2013 18-та | Корпорація «Святі мотори»              | Holy Motors                                 | Леос Каракс                                                                            |
| 2014 19-та | Венера в хутрі                         | La Vénus à la fourrure                      | Девід Айвз, Роман Полянський                                                           |
| 2014 19-та | Заарештуйте мене                       | Arrêtez-moi                                 | Жан-Поль Лільєнфельд                                                                   |
| 2014 19-та | Каміла Клодель, 1915                   | Camille Claudel 1915                        | Брюно Дюмон                                                                            |
| 2014 19-та | Набережна Орсе                         | Quai d'Orsay                                | Бертран Таверньє                                                                       |
| 2014 19-та | Минуле                                 | Le Passé                                    | Асгар Фархаді                                                                          |
| 2014 19-та | Марш                                   | La Marche                                   | Набіль Бен Ядір                                                                        |
| 2014 19-та | 9 місяців суворого режиму              | 9 mois ferme                                | Альбер Дюпонтель                                                                       |
| 2015 20-та | Божевільне весілля                     | Qu'est-ce qu'on a fait au Bon Dieu ?        | Філіпп де Шоврон, Гі Лоран                                                             |
| 2015 20-та | Гіппократ                              | Hippocrate                                  | Томас Лілті, Жульєн Лілті, Байя Касмі, П'єр Шоссон                                     |
| 2015 20-та | Ла Френч                               | La French                                   | Одрі Дівон, Седрік Гіменез                                                             |
| 2015 20-та | Вона його обожнює                      | Elle l'adore                                | Жанна Еррі, Гаелль Масе                                                                |
| 2015 20-та | Святий Лоран. Страсті великого кутюр'є | Saint Laurent                               | Тома Бідеґен, Бертран Бонелло                                                          |
| 2015 20-та | Сім'я Бельє                            | La Famille Bélier                           | Станіслас Карре де Мальбер, Вікторія Бедо                                              |
| 2016 21-ша | Фатіма                                 | Fatima                                      | Філіпп Фокон                                                                           |
| 2016 21-ша | 21 ніч з Патті                         | 21 nuits avec Pattie                        | Арно та Жан-Марі Лар'є                                                                 |
| 2016 21-ша | Маргарита                              | Marguerite                                  | Ксав'є Джаннолі                                                                        |
| 2016 21-ша | Мустанг                                | Mustang                                     | Деніз Ґамзе Ерґювен та Аліс Вінокур                                                    |
| 2016 21-ша | Тепла пора року                        | La Belle Saison                             | Катрін Корсіні та Лоретта Полманс                                                      |
| 2016 21-ша | Три спогади моєї юності                | Trois souvenirs de ma jeunesse              | Арно Деплешен та Жулі Пейр                                                             |
| 2017 22-га | Життя Кабачка                          | Ma vie de Courgette                         | Селін Ск'ямма                                                                          |
| 2017 22-га | Вона                                   | Elle                                        | Девід Бірк                                                                             |
| 2017 22-га | Людожери                               | Les ogres                                   | Леа Фенер, Катрін Паїльє та Бріжит Сі                                                  |
| 2017 22-га | Небо почекає                           | Le ciel attendra                            | Емілі Фреш та Марі-Кастіль Менсьон-Шаар                                                |
| 2017 22-га | Стояти рівно                           | Rester vertical                             | Ален Гіроді                                                                            |
| 2017 22-га | Франц                                  | Frantz                                      | Франсуа Озон                                                                           |
| 2018 23-тя | 120 ударів на хвилину                  | 120 battements par minute                   | Робен Кампійо та Філіпп Манжео                                                         |
| 2018 23-тя | Сирота                                 | Orpheline                                   | Крістель Бертева та Арно де Пальєр                                                     |
| 2018 23-тя | До побачення там, нагорі               | Au revoir là-haut                           | Альбер Дюпонтель та П'єр Леметр                                                        |
| 2018 23-тя | Коли повернуться птахи                 | En attendant les hirondelles                | Карім Мусаві та Мод Амелін                                                             |
| 2018 23-тя | 1+1=Весілля                            | Le Sens de la fête                          | Ерік Толедано та Олів'є Накаш                                                          |
| 2019 24-та | Щось не так з тобою                    | En liberté                                  | П'єр Сальвадорі, Бенуа Граффін, Бенжамен Шарбі                                         |
| 2019 24-та | Лоскоти                                | Les Chatouilles                             | Андреа Бескон, Ерік Метає                                                              |
| 2019 24-та | Мадемуазель де Жонк'єр                 | Mademoiselle de Joncquières                 | Еммануель Муре                                                                         |
| 2019 24-та | Опіканець                              | Pupille                                     | Жанна Еррі                                                                             |
| 2019 24-та | Перший рік                             | Première Année                              | Тома Лілті                                                                             |